# Hoya imperialis
Hoya imperialis ist eine Pflanzenart der Gattung der Wachsblumen (Hoya) aus der Unterfamilie der Seidenpflanzengewächse (Asclepiadoideae).

## Beschreibung

### Vegetative Merkmale
Hoya imperialis ist eine epiphytische, kletternde, ausdauernde krautige Pflanze. Die bis zu 6 Meter langen Sprossachsen sind anfangs filzig behaart, später kahl. Die Laubblätter sind bei einer Länge von etwa 15 cm und einer Breite von 5 cm, andere Quellen nennen eine Länge von bis zu 23 cm länglich-lanzettförmig und zugespitzt. Sie können dünn und papierartig sein, aber auch sukkulent. Die Blattränder können gewellt sein (bei der Hoya imperialis var. rauschi). Sie sind hellgrün gefärbt mit einer ausgeprägten Mittelrippe.

### Generative Merkmale
Der hängende Blütenstand enthält nur wenige Blüten (etwa acht bis zehn Blüten, bis zu zwölf, bis 14). Die Farbe der Blütenkrone variiert von Weiß, über Goldgelb, Rosafarben, Braunrot bis Purpurrot. Die Kronenzipfel sind zunächst an der Basis stark nach außen gebogen, sie biegen dann nach etwa einem Drittel der Länge stark nach innen und bilden einen 30 bis 40°-Winkel mit der Blütenebene. Die Blüte ist dadurch tassenförmig, der Durchmesser beträgt bis zu 8 cm (bis 7 cm). Die staminale Nebenkrone ist weiß bis elfenbeinfarben, gelegentlich mit leicht rosafarbener Basis. Die Anthese hält bis zu zwei Wochen an. Die Blüten duften wenig bis gar nicht; in anderen Quellen wird der Duft als frisch beschrieben, „ähnlich Gardenien“. Sie sondern viel klebrigen Nektar ab.

### Chromosomenzahl
Die Chromosomenzahl beträgt 2n = 22.

## Verbreitung
Hoya imperialis kommt in Malaysia, Thailand und auf den Philippinen vor. Die Nominatform stammt aus Borneo.

## Systematik
Die Erstbeschreibung von Hoya imperialis erfolgte 1846 durch John Lindley in Edwards's Botanical Register, Volume 32, hinter Tafel 68. Der Holotypus stammt von Nordborneo.
Derzeit sind von Hoya imperialis zwei Varietäten gültig:
- Hoya imperialis Lindl. var. imperialis
- Hoya imperialis var. rauschii E.Regel: Sie besitzt  immer gewellte Blattränder. Die Blätter sind größer. Die Blütenfarbe ist sehr variabel und reicht von  grünlich-weiß mit rosa oder purpurroten Schattierungen.